# Mount Chamberlin
Mount Chamberlin – trzeci co do wielkości szczyt w Górach Brooksa (2713 m n.p.m.).
Szczyt położony jest na terenie Parku Narodowego Gates of the Arctic (Wrota Arktyki), będącego jednym z najpopularniejszych miejsc wypraw na terenie całego pasma górskiego. Nazwa góry upamiętnia amerykańskiego geologa Thomasa Chrowdera Chamberlina.